# Rue des Menus
Pour les articles homonymes, voir Menu.
La rue des Menus est une voie de Boulogne-Billancourt, en France.

## Situation et accès
La rue des Menus débute au croisement des rues des Fossés-Saint-Denis, de l’Abreuvoir, et Mahias et se termine avenue Charles-de-Gaulle dans le prolongement de la rue du Transvaal. Elle donne accès à la rue du Bac et longe le mur d'enceinte du domaine de l'hôpital Ambroise Paré. L’autoroute A 13 passe en souterrain sous la rue.
Cette rue est à sens unique avec double-sens-cyclable.
La rue est desservie par la station de métro Boulogne - Pont de Saint-Cloud sur la ligne 10 du métro de Paris

## Origine du nom
La rue rappelle le nom originel du village de Boulogne, Menuls-lès-Saint-Cloud.

## Historique
La rue est la plus ancienne de la ville, à l’emplacement du village de Menuls-lès-Saint-Cloud dont la première mention date de 1134. Ce groupement de huttes de bûcherons dans la forêt de Rouvray, était un hameau de Saint-Cloud avant la fondation de l’église Notre-Dame-de-Boulogne en 1330 et la création par l’évêque de Paris Hugues II Michel de Besançon d’une paroisse de Notre-Dame-de-Boulogne séparée de celle d’Auteuil.
L'Abbaye de Montmartre, seigneur de Boulogne-la-Petite de 1134 à 1790, possédait dans son domaine une ferme en toute propriété. La maison du fermier, également régisseur du cens, était située dans un à l'angle de la rue de l'Abreuvoir et de la rue des Menus. Le bâtiment d'exploitation de la ferme comprenait également une geôle et le siège des audiences du juge, l'abbesse de Montmartre, exerçant dans son domaine basse, moyenne et haute justice. 
Le parc du château du baron de Rothschild s'étendait à cet emplacement qui est actuellement celui de hôpital Ambroise-Paré.

## Pour approfondir